# Клавуланска киселина
Клавуланска киселина је инхибитор бета-лактамазе који се најчешће комбинује са неким пеницилинима, примарно амоксицилином и тикарцилином, и примењује код случајева инфекција изазваних подложним сојевима бактерија које луче бета-лактамазу. Препарати са клавуланском киселином омогућавају, дакле, лечење и неких резистентних сојева.
Ради се о органском једињењу, које садржи 8 атома угљеника и имамолекуларну масу од 199,161 .
Име је добила по микроорганизму Streptomyces clavuligerus из којег је клавуланска иницијално изолована. Највећа количина ове киселине данас се добија биосинтезом из аминокиселине аргинина.

## Механизам деловања
Упркос постојању бета-лактамског прстена у њеној структури, клавуланска киселина има маргиналан антибактеријски учинак. Ипак, сличност између хемијских структура дозвољава да молекул клавуланске делује као конкурентни инхибитор дејства бета-лактамазе на бета-лактам код антибиотика (ови инхибитори се често називају суицидалним инхибиторима). Овим се смањује количина ензима доступног за деловање против самог антибиотика чиме је омогућено постизање одговарајуће концентрације лека и везивање за ПВП, али чак ни оваква комбинација није гарант успешног третмана против сојева који луче пеницилазу.
Клавуланска киселина постојана је при оралном уносу, а нејчешће се примењује у облику њене калијумове соли - калијум клавуланата. Метаболише је јетра а излучује се реналним путем.

## Нежељени ефекти
Приликом примене клавуланске киселине забележена је појава краткотрајне холестатичне жутице и акутног хепатитиса који углавном нестају без посебног третмана нешто после престанка примене препарата. Овакви нежељени ефекти су ретки, и погађају првенствено оне старије од 65 година. 
Већина фармакотераписјких смерница препоручују примену препарата амоксицилина са клавуланском киселином (познати под називима: Panklav®, Amoksiklav®...) само након прављења антибиограма чији резултати упућују на сој који лучи пеницилазу, а сензитиван је на споменуту комбинацију. Чак и када је примена препарата индикована не би требало да траје дуже од 14 дана.

## Особине
| Особина                  | Вредност |
| ------------------------ | -------- |
| Број акцептора водоника  | 5        |
| Број донора водоника     | 2        |
| Број ротационих веза     | 2        |
| Партициони коефицијент ( | -1,2     |
| Растворљивост (logS, log(mol/L))        | 0,1      |
| Поларна површина (PSA, Å2)  | 87,1     |